# Masters de Canadá 2015
El Masters de Canadá 2015 es un torneo de tenis. Se jugó en pista dura al aire libre. Se trata de la edición 126 (para los hombres) y la 114 (para las mujeres) del Masters de Canadá, y es parte de los ATP World Tour Masters 1000 de los Torneos ATP en 2015, y de los WTA Premier 5 en los torneos Torneos WTA en 2015. El torneo masculino se disputó en el estadio Uniprix de Montreal, y el femenino en el Aviva Centre de Toronto, del 10 al 16 de agosto de 2015. 

## Puntos y premios en efectivo

### Distribución de Puntos
| Evento                 | G    | F   | SF  | CF  | Ronda de 16 | Ronda de 32 | Ronda de 64 | Q  | Q2 | Q1 |
| Individuales Masculino | 1000 | 600 | 360 | 180 | 90          | 45          | 10          | 25 | 16 | 0  |
| Dbles Masculino        | 1000 | 600 | 360 | 180 | 90          | 0           | —           | —  | —  | —  |
| Individuales Femenino  | 900  | 585 | 350 | 190 | 105         | 60          | 1           | 30 | 20 | 1  |
| Dobles Femenino        | 900  | 585 | 350 | 190 | 105         | 5           | —           | —  | —  | —  |

### Premios en efectivo
| Evento                 | G        | F        | SF       | CF      | Ronda de 16 | Ronda de 32 | Ronda de 64 | Q2    | Q1    |
| Individuales Masculino | $598 900 | $293 650 | $147 800 | $75 155 | $39 025     | $20,575     | $11 110     | $2560 | $1305 |
| Individuales Femenino  | $441 000 | $220 000 | $110 100 | $50 700 | $25 135     | $12 900     | $6630       | $3700 | $1900 |
| Dobles Masculino       | $185,470 | $90,800  | $45,550  | $23,380 | $12,080     | $6,370      | —           | —     | —     |
| Dobles Femenino        | $122 000 | $61 600  | $30 490  | $15 340 | $7780       | $3840       | —           | —     | —     |

## Cabeza de serie

### Individuales masculino

#### Cabezas de serie
Los cabezas de serie están establecidos al ranking del 28 de julio. El ranking está actualizado a la de la semana del 3 de agosto.
| Cabeza de serie | Rk. | Jugador            | Puntos Antes | Puntos que defender | Puntos ganados | Puntos Después | Actuación en el torneo                          |
| --------------- | --- | ------------------ | ------------ | ------------------- | -------------- | -------------- | ----------------------------------------------- |
| 1               | 1   | Novak Djokovic     | 13755        | 90                  | 600            | 14265          | Final, perdió ante Andy Murray [2]              |
| 2               | 3   | Andy Murray        | 7840         | 180                 | 1000           | 8660           | Final, venció a Novak Djokovic [1]              |
| 3               | 4   | Stan Wawrinka      | 5745         | 90                  | 10             | 5665           | Segunda ronda, se retiró ante Nick Kyrgios      |
| 4               | 5   | Kei Nishikori      | 6025         | 0                   | 360            | 6385           | Semifinales, perdió ante Andy Murray [2]        |
| 5               | 6   | Tomáš Berdych      | 5140         | 90                  | 10             | 5060           | Segunda ronda, perdió ante Donald Young [Q]     |
| 6               | 8   | Marin Čilić        | 3585         | 90                  | 10             | 3505           | Segunda ronda, perdió ante Bernard Tomic        |
| 7               | 9   | Rafael Nadal       | 3500         | 0                   | 90             | 3680           | Cuartos de final, perdió ante Kei Nishikori [4] |
| 8               | 10  | Milos Raonic       | 3275         | 180                 | 10             | 3105           | Segunda ronda, perdió ante Ivo Karlović         |
| 9               | 11  | Gilles Simon       | 2765         | 45                  | 45             | 2765           | Segunda ronda, perdió ante Mijaíl Yuzhny [Q]    |
| 10              | 12  | Jo-Wilfried Tsonga | 1475         | 1000                | 180            | 700            | Cuartos de final, perdió ante Andy Murray [2]   |
| 12              | 14  | Kevin Anderson     | 1955         | 180                 | 10             | 1785           | Primera ronda, perdió ante Lukáš Rosol          |
| 13              | 15  | David Goffin       | 2045         | 0                   | 45             | 2135           | Tercera ronda, perdió ante Kei Nishikori [4]    |
| 14              | 16  | Grigor Dimitrov    | 1655         | 360                 | 45             | 1340           | Segunda ronda, perdió ante Jack Sock            |
| 15              | 17  | Gaël Monfils       | 1975         | 45                  | 45             | 1975           | Segunda ronda, perdió ante Gilles Müller        |
| 16              | 18  | John Isner         | 2180         | 10                  | 180            | 2350           | Cuartos de final, perdió ante Jérémy Chardy     |

#### Bajas masculinas
| Ranking | Jugador                | Puntos Antes | Puntos a Defender | Puntos Ganados | Puntos Después | Baja debido a |
| ------- | ---------------------- | ------------ | ----------------- | -------------- | -------------- | ------------- |
| 2       | Roger Federer          | 9665         | 600               | 0              | 9065           |               |
| 7       | David Ferrer           | 4325         | 180               | 0              | 4145           | lesión        |
| 13      | Richard Gasquet        | 2105         | 90                | 0              | 2015           |               |
| 28      | Guillermo García-López | 1210         | 10                | 0              | 1200           | lesión        |
| 40      | Juan Mónaco            | 1020         | 0                 | 0              | 1020           | lesión        |

### Dobles masculino
| Tenista                                 | Ranking | Preclasificada |
| Bob Bryan Mike Bryan                    | 2       | 1              |
| Ivan Dodig Marcelo Melo                 | 7       | 2              |
| Julien Benneteau Édouard Roger-Vasselin | 15      | 3              |
| Rohan Bopanna Florin Mergea             | 33      | 5              |
| Marcin Matkowski Nenad Zimonjić         | 27      | 6              |
| Marcel Granollers Marc López            | 25      | 7              |
| Fabio Fognini Simone Bolelli            | 20      | 4              |
| Alexander Peya Bruno Soares             | 30      | 8              |

### Individuales femenino

#### Cabezas de serie
El ranking está actualizado a la de la semana del 3 de agosto.
| Cabezas de serie | Rk. | Jugador              | Puntos antes | Puntos por defender | Puntos ganados | Puntos después | Actuación en el torneo                          |
| ---------------- | --- | -------------------- | ------------ | ------------------- | -------------- | -------------- | ----------------------------------------------- |
| 1                | 1   | Serena Williams      | 12.371       | 350                 | 350            | 12.371         | Semifinal, perdió ante Belinda Bencic           |
| 2                | 3   | Simona Halep         | 5.151        | 0                   | 585            | 5.736          | Final, perdió ante Belinda Bencic               |
| 3                | 4   | Petra Kvitová        | 4.995        | 105                 | 1              | 4.891          | Segunda ronda, perdió ante Victoria Azarenka    |
| 4                | 5   | Caroline Wozniacki   | 4.905        | 190                 | 1              | 4.716          | Segunda ronda, perdió ante Belinda Bencic       |
| 5                | 6   | Ana Ivanovic         | 3.706        | 60                  | 105            | 3.836          | Cuartos de final, perdió ante Belinda Bencic    |
| 6                | 7   | Agnieszka Radwańska  | 2.760        | 900                 | 190            | 2.050          | Cuartos de final, perdió ante Simona Halep [2]  |
| 7                | 8   | Lucie Šafářová       | 3.465        | 105                 | 1              | 3.361          | Segunda ronda, perdió ante Daria Gavrilova      |
| 8                | 9   | Garbiñe Muguruza     | 3.315        | 60                  | 1              | 3.256          | Segunda ronda, perdió ante Lesia Tsurenko [Q]   |
| 9                | 10  | Carla Suárez Navarro | 3.195        | 190                 | 1              | 3.006          | Primera ronda, perdió ante Alizé Cornet         |
| 10               | 11  | Karolína Plíšková    | 3.335        | (90)                | 1              | 3.246          | Primera ronda, perdió ante Mirjana Lučić-Baroni |
| 11               | 12  | Yekaterina Makárova  | 2.920        | 350                 | 60             | 2.630          | Segunda ronda, perdió ante Polona Hercog [Q]    |
| 12               | 13  | Timea Bacsinszky     | 2.920        | (31)                | 1              | 2.890          | Primera ronda, perdió ante Alison Riske         |
| 13               | 14  | Angelique Kerber     | 3.150        | 105                 | 105            | 3.150          | Tercera ronda, perdió ante Simona Halep [2]     |
| 14               | 15  | Venus Williams       | 2.013        | 585                 | 1              | 1.429          | Primera ronda, perdió ante Sabine Lisicki       |
| 15               | 16  | Sara Errani          | 2.320        | 1                   | 350            | 2.669          | Semifinales, perdió ante Simona Halep [2]       |
| 16               | 17  | Andrea Petkovic      | 2.350        | 0                   | 105            | 2.455          | Tercera ronda, perdió ante Serena Williams [1]  |

#### Bajas femeninas
| Ranking | Jugadora        | Puntos antes | Puntos por defender | Puntos ganados | Puntos después | Baja debido a |
| ------- | --------------- | ------------ | ------------------- | -------------- | -------------- | ------------- |
| 2       | María Sharápova | 6.386        | 105                 | 0              | 6.281          |               |

### Dobles femenino
| Tenista                              | Ranking | Preclasificada |
| Martina Hingis Sania Mirza           | 3       | 1              |
| Bethanie Mattek-Sands Lucie Safarova | 11      | 2              |
| Yekaterina Makárova Yelena Vesniná   | 6       | 3              |
| Tímea Babos Kristina Mladenovic      | 15      | 4              |
| Casey Dellacqua Yaroslava Shvédova   | 39      | 5              |
| Katarina Srebotnik Caroline Garcia   | 46      | 6              |
| Raquel Kops-Jones Abigail Spears     | 28      | 7              |
| Andrea Hlavackova Lucie Hradecka     | 13      | 3              |

## Campeones

### Individual masculino
Andy Murray venció a  Novak Djokovic por 6-4, 4-6, 6-3

### Individual femenino
Belinda Bencic venció a  Simona Halep por 7-6(5), 6-7(4), 3-0, ret.

### Dobles masculino
Bob Bryan /  Mike Bryan vencieron a  Daniel Nestor /  Édouard Roger-Vasselin por 7-6(5), 3-6, [10-6]

### Dobles femenino
Bethanie Mattek-Sands /  Lucie Šafářová vencieron a  Caroline Garcia /  Katarina Srebotnik por 6-1, 6-2